# Droga wojewódzka nr 547
Droga wojewódzka nr 547 (DW547) – droga wojewódzka łącząca stację kolejową Grudziądz Owczarki z DK16.

## Miejscowości leżące przy trasie DW547
Województwo kujawsko-pomorskie
- Grudziądz (DK16)